# اکسموس
اکسموس (انگلیسی: XMOS) شرکت الکترونیک بریتانیایی است، که در سال ۲۰۰۵ تأسیس شد.